# Circa Survive
Circa Survive es un grupo de música estadounidense de rock alternativo de Filadelfia Pensilvania. Fue formada en 2004 por Anthony Green después de salir de Saosin, su anterior grupo. 
Circa Survive rápidamente se hizo un nombre en la escena de la música indie en poco más de dos años con su álbum debut de 2005, Juturna, y su segundo álbum, On Letting Go, lanzado en 2007. Ambos álbumes fueron lanzados en Equal Vision Records. Su tercer álbum, Blue Sky Noise, fue lanzado a través de Atlantic Records en 2010. Después de separarse de Atlantic Records, el cuarto álbum de la banda, Violent Waves, fue lanzado de forma independiente en 2012. Su quinto álbum, Descensus, fue lanzado por Sumerian Records en 2014 , y su sexto, The Amulet, con Hopeless Records en octubre de 2017.

## Historia

### Inicios (2004–2005)
Luego de regresar a su natal Filadelfia para una cita con el dentista y visitar a su novia Meredith Green, Anthony Green fue al aeropuerto para regresar a California a trabajar con la banda Saosin, de la cual era vocalista. Sin embargo, mientras se encontraba en una escala en Phoenix, repentinamente tuvo una epifanía - a pesar del hecho que Saosin está muy cerca del éxito, él sabía que sería miserable si regresaba. Cuando se le preguntó por la decisión de dejar Saosin, Green dijo "Me fui principalmente porque no quería firmar con un sello mayor con esa banda". También dijo que otra de las razones para dejar Saosin fue que sentía mucha nostalgia y extrañaba a su familia. Anthony Green se reunió con Colin Frangicetto, un amigo con quien había tocado durante su estadía, y decidieron comenzar a grabar y reclutar miembros para una nueva banda. Así es como Circa Survive nació.
Frangicetto y Green, con el completo apoyo de Equal Vision Records, reclutaron a Brendan Ekstrom como guitarrista. Ekstrom fue compañero de banda de Frangicetto en This Day Forward, banda que recientemente se había desintegrado. Mientras Frangicetto y Ekstrom tocaban en This Day Forward, hicieron gira con la banda Taken, y consiguieron reclutar a su bajista, Nick Beard, como el siguiente miembro de Circa Survive. La banda conoció a Stephen Clifford a través de Vadim Taver de la banda Marigold (y también de This Day Forward), reclutándolo como baterista y cerrando así la formación final de la banda, con Anthony Green en voces, Colin Frangicetto y Brendan Ekstrom en las guitarras, Nick Beard en el bajo y Steve Clifford en la batería.

### The Inuit Sessions (2005)
La primera entrega de la banda fue el EP "The Inuit Sessions", publicado el 18 de marzo de 2005. Consistió en cuatro canciones: "Act Appalled", "Handshakes at Sunrise", "The Great Golden Baby", y "Suspending Disbelief".

### Juturna (2005–2006)
Juturna, el primer Álbum de Circa Survive salió al aire el 19 de abril de 2005 a través de Equal Vision Records. Se había anunciado originalmente a través de la página de Myspace de la banda en noviembre del 2004. Los detalles con respecto a su sonido fueron vagos, a pesar de que la banda señaló que mantendría a sus fanes informados a través de sus múltiples perfiles en redes sociales. Momentos antes de su publicación oficial, el álbum completo fue publicado en el Myspace de la banda. El disco fue producido por Brian McTernan en los estudios Salad Days en Baltimore.
La banda se inspiró principalmente en la novela La Casa de Hojas y en la película Eternal Sunshine of the Spotless Mind para concebir el álbum. Durante una sesión de preguntas el 20 de abril de 2010, Brendan descartó que Juturna fuera un álbum conceptual basado en Eternal Sunshine of the Spotless Mind, pero señaló que sí existía un concepto subyacente al disco. Los fanes han especulado con este concepto, señalando que corresponde vagamente a los recuerdos humanos. La canción "Oh, Hello" lo ejemplifica con su letra. Anthony Green ha señalado que "The Glorious Nosebleed" es acerca de una mujer saltando desde un edificio en llamas hacia su muerte, con tal de no morir dolorosamente producto del fuego.
El sonido del álbum está caracterizado por sus guitarras muy cargadas de efectos, produciendo melodías sobre la percusión polirrítmica. El enfoque de los guitarrias al escribir toma elementos de jazz y shoegaze. El álbum ha sido considerado como una de las más grandes influencias dentro de la escena post-hardcore. Miembros de la banda han mencionado recientemente a grupos como King Crimson, Björk Guðmundsdóttir, Thee Silver Mt. Zion Memorial Orchestra, y a Godspeed You! Black Emperor como influencias en el sonido del álbum.

### On Letting Go (2007–2008)
El segundo disco de Circa Survive salió al aire el 29 de mayo de 2007, nuevamente a través del sello Equal Vision Records. Esao Andrews estuvo a cargo del arte del álbum y fue producido, otra vez, por Brian McTernan. El sonido de la banda no tuvo cambios notorios en esta entrega, siguiendo la línea de lo hecho anteriormente en Juturna. Líricamente, la banda "...evoca una época en que el lirismo nebuloso e introspección imprudente eran requisitos previos para la legitimidad y la atemporalidad".
A principios del 2008, la banda publicó un B-side "1,000 Whitnesses", para los fanes a través de la organización Invisible Children, para juntar fondos para apoyar la causa. Luego publicaron otro B-side, llamado "The Most Dangerous Comercials" para reunir fondos en ayuda de la reubicación de la tienda local de música Siren Records, en Doylestown, Pensilvania.

### Blue Sky Noise y Appendage (2008 –2010)
Luego de apoyar a Thrice y a Pelican en su tour la primavera del 2008, Circa Survive regresó a Filadelfia para escribir su tercer álbum. Mientras tanto realizaron algunos pocos y pequeños shows entre fines del 2008 y principios del 2009. No volvieron a irse de gira, esperando hasta que el álbum estuviera listo y pudieran realizar su respectivo tour. Subieron diversos videos en sus sitios web mostrando esbozos de la creación y grabación del nuevo disco. El crecimiento de Anthony Green como guitarrista jugó un papel principal en Blue Sky Noise, el cual la banda recalcó como un "capítulo completamente nuevo".
La banda subió un video en su página web, con Anthony Green agradeciendo a los fanes por toda su paciencia. Además pidió que revisaran dentro de las próximas para saber cuándo estarían grabando y con quién. El 3 de agosto, Circa Survive señaló que habían comenzado a grabar su tercer álbum en Toronto, con David Bottrill como productor. También señalaron que "Luego de finalizar su contrato con Equal Vision, nos hemos embarcado en una larga búsqueda para encontrar nuestro siguiente hogar. Nos reunimos con muchos sellos, y decidimos que Atlantic Records es el mejor lugar para que podamos continuar creciendo como banda y ayudarnos a dar a conocer nuestra música alrededor del mundo".
En Twitter indicaron que estarían grabando 16 canciones, pero que no estarían todas en el mismo álbum. A pesar de ello, dijeron que se las arreglarían para publicarlas, de una u otra manera. Publicaron ocho actualizaciones en video mostrando algunos fragmentos de sus canciones. El proceso de grabación en el estudio finalizó en octubre del 2009 y la mezcla se completó el 1 de febrero de 2010, y estuvo a cargo de Rich Costey.
El 16 de febrero de 2010 anunciaron que el nuevo álbum se llamaría Blue Sky Noise, y que sería lanzado el 20 de abril del 2010. El álbum podía ser pre-comprado, y quienes lo hicieran recibirían una copia digital del álbum una semana antes de su lanzamiento, y el primer sencillo "Get Out" inmediatamente.
El segundo EP de Circa Survive, Appendage, fue lanzado el 30 de noviembre de 2010. Contiene cinco canciones: "Sleep Underground (Demo)", "Stare Like You'll Stay", "Everyway", "Backmask" y "Lazarus".

### Violent Waves (2012 – 2014)
El 16 de abril de 2012, Circa Survive comenzó a grabar su cuarto disco. El 5 de marzo de 2012, Absolut Punk señaló que se llamaría "Violent Waves". Al día siguiente, en el Twitter de la banda se confirmó aquella información. El 25 de junio de 2012, Circa Survive lanzó la página de pre-orden para Violent Waves, anunciando su fecha de publicación: el 28 de agosto, junto con una nueva canción llamada "Suitcase". La banda también confirmó que el álbum sería autogestionado.
El 3 de marzo de 2014 se anunció que Circa Survive publicaría un split en vinilo de 7" junto con la banda Sunny Day Real Estate. El split contiene las canciones "Lipton Witch" de Sunny Day Real Estate - su primera canción en 14 años - y "Bad Heart" de Circa Survive, un B-side que fue grabado luego del lanzamiento de Violent Waves.

### Descensus (2014 – presente)
A mediados del 2014, Circa Survive nuevamente entró al estudio para grabar su quinto álbum junto al productor/ingeniero de sonido Will Yip. Grabaron once canciones y terminaron las grabaciones a fines de mayo del mismo año. En agosto del 2014, la banda anunció que firmarían contrato con Sumerian Records para el lanzamiento de su quinto álbum y para una reedición de Violent Waves. En una entrevista de Alternative Press publicada en agosto del 2014, Green dijo que "Bueno, el nuevo disco de Circa está listo. Estamos en el proceso final de terminar las últimas mezclas","es definitivamente el disco más agresivo de Circa que hemos hecho. Es el primer disco que he podido escuchar de principio a fin sin tener esa canción que 'sí, podría haberlo hecho mejor aquí'. Cada canción tiene ese momento en ella que me hace sentir ridículo. Siento que esta vez me superé. Siento que hemos hecho mejor que antes".
El álbum fue llamado Descensus. El 27 de octubre de 2014 la banda publicó el primer sencillo y video de Descensus, la canción "Schema". El segundo sencillo "Only the Sun" fue publicado el 5 de noviembre de 2014 Su video muestra gráficas usadas en el tour del álbum junto a las bandas Title Fight, Tera Melos y Pianos Become the Teeth. El álbum, finalmente, fue lanzado el 24 de noviembre de 2014. El arte visual estuvo una vez más a cargo de Esao Andrews.

## Influencias
Circa Survive toma influencias del soft rock, post-hardcore, rock experimental, emo, rock progresivo, art rock y música pop.
En una entrevista, Anthony Green señaló que uno de sus álbumes favoritos es "Mapping an Invisible World" de Days Away.
Green cita a Nirvana (banda) como una de las más grandes influencias, además de Deftones, Thrice, Paul Simon, dredg, y Björk.
A lo largo de su carrera musical, pero en particular con respecto a su primer álbum Juturna, la película Eternal Sunshine of the Spotless Mind ha sido una gran influencia en Circa Survive. La canción secreta escondida en el disco está basada en la novela La Casa de Hojas.
Líricamente, su tercer álbum Blue Sky Noise está basado en las constantes luchas de Anthony Green con problemas mentales, donde muchas de las letras fueron escritas durante su encierro voluntario de tres semanas en una institución mental.

## Miembros
- Anthony Green – voces
- Brendan Ekstrom – guitarras, coros
- Colin Frangicetto – guitarras, coros
- Nick Beard – bajo, coros
- Steve Clifford – batería

## Discografía

### Álbumes de estudio
| Año  | Título         | Sello                | Listas (USA) |
| ---- | -------------- | -------------------- | ------------ |
| 2005 | Juturna        | Equal Vision Records | #183         |
| 2007 | On Letting Go  | Equal Vision Records | #24          |
| 2010 | Blue Sky Noise | Atlantic Records     | #11          |
| 2012 | Violent Waves  | Self-released        | #15          |
| 2014 | Descensus      | Sumerian Records     | #50          |
| 2017 | The Amulet     | Hopeless Records     | #26          |

### EPs
| Año  | Título             | Sello                |
| ---- | ------------------ | -------------------- |
| 2005 | The Inuit Sessions | Equal Vision Records |
| 2010 | B-Sides            | Equal Vision Records |
| 2010 | Appendage          | Atlantic Records     |

### Álbumes en vivo
| Año  | Título               | Sello            |
| ---- | -------------------- | ---------------- |
| 2014 | Live from the Shrine | Sumerian Records |

### Splits
| Año  | Título                                         | Sello         |
| ---- | ---------------------------------------------- | ------------- |
| 2014 | Sunny Day Real Estate / Circa Survive Split 7" | Independiente |

### Sencillos
| Año  | Título                                                      | Álbum              |
| ---- | ----------------------------------------------------------- | ------------------ |
| 2005 | "Act Appalled"                                              | The Inuit Sessions |
| 2005 | "Act Appalled"                                              | Juturna            |
| 2005 | "In Fear and Faith"                                         | Juturna            |
| 2007 | "The Difference Between Medicine and Poison is in the Dose" | On Letting Go      |
| 2010 | "Get Out"                                                   | Blue Sky Noise     |
| 2010 | "Imaginary Enemy"                                           | Blue Sky Noise     |
| 2010 | "I Felt Free"                                               | Blue Sky Noise     |
| 2012 | "Suitcase"                                                  | Violent Waves      |
| 2012 | "Sharp Practice"                                            | Violent Waves      |
| 2014 | "Schema"                                                    | Descensus          |
| 2014 | "Child of the Desert"                                       | Descensus          |
| 2017 | "Lustration"                                                | The Amulet         |
| 2017 | "Rites of Investiture"                                      | The Amulet         |
| 2017 | "The Amulet"                                                | The Amulet         |
| 2017 | "Premonition of the Hex"                                    | The Amulet         |

### Canciones en compilados
- Equal Vision Records Summer Sampler – 2004 (2004) – "Handshakes at Sunrise"
- Equal Vision Records Winter Sampler – 2004 (2004) – "Handshakes at Sunrise" (Alt. Version)
- Equal Vision Records Presents New Sounds Vol. 2 – 2005 (2005) – "Act Appalled", "The Great Golden Baby"
- Equal Vision Records Summer Sampler (Digital Sampler) – 2005 (2005) – "The Great Golden Baby"
- Equal Vision Records Spring Sampler (Digital Sampler) – 2006 (2006) – "Act Appalled"
- Equal Vision Records Summer Sampler (Digital Sampler) – 2007 (2007) – "The Difference Between Medicine and Poison is in the Dose"
- Hurricane Sandy Benefit EP (2012) – "Battle, My Love"
- In Utero, in Tribute, in Entirety (2014) – "Scentless Apprentice" (originalmente por Nirvana)
- Whatever Nevermind (2015) – "Drain You" (originalmente por Nirvana)